# Isola Bonevi
L'isola Bonevi (in russo Остров Боневи, ostrov Bonevi, in italiano) è un'isola russa bagnata dal mare di Kara.
Amministrativamente fa parte del distretto di Tajmyr del Territorio di Krasnojarsk, nel Circondario federale della Siberia.

## Geografia
L'isola è situata nella parte sud-orientale del mare di Kara, a nord-est della penisola di Eremeev (полуостров Еремеева, poluostrov Eremeeva), che è parte della più grande penisola del Tajmyr. A sud, è separata dalla terraferma dallo stretto di Zarja (пролив Заря, proliv Zarja), largo circa 2,8 km nel punto più vicino tra isola e terraferma; a ovest, lo stretto di Sverdrup (пролив Свердрупа, proliv Sverdrupa) la separa dall'isola di Nansen; a est invece, è separata dall'isola Tajmyr dallo stretto di Palander (пролив Паландера, proliv Palandera). Fa parte della Riserva naturale del Grande Artico.
È una isola di forma irregolare, allungata da nord a sud, con alcune ampie insenature soprattutto lungo la costa orientale; misura circa 6,2 km di lunghezza e 6,65 km di larghezza massima nella parte meridionale. Il punto più alto è di 51 m s.l.m.
L'estremità settentrionale si chiama capo Severnyj (мыс Северный), quella meridionale capo Južnyj (мыс Южный), quella orientale capo Dvojnoj (мыс Двойной) e quella occidentale capo Rifovyj (мыс Рифовый).
Sono presenti 2 brevi corsi d'acqua stagionali, ognuno dei quali alimenta un piccolo lago.

## Isole adiacenti
- Isola Nabljudenij (остров Наблюдений), a sud est, nello stretto Zarja.
- Isola Valunnyj (остров Валунный), a sud-est, nello stretto Zarja.
- Isola Ploskij (остров Плоский), a sud-est, nello stretto Zarja.
- Un isolotto senza nome si trova a sud-ovest, alla foce del fiume Gusinaja, nell'omonima baia.